# کلرید ایتربیم (III)
کلرید ایتربیم(III) (به انگلیسی: Ytterbium(III) chloride) با فرمول شیمیایی YbCl۳ یک ترکیب شیمیایی است. که جرم مولی آن ۲۷۹٫۴ g/mol می‌باشد. شکل ظاهری این ترکیب، بلورهای سفید است.